# Borgfeld (Kriesow)

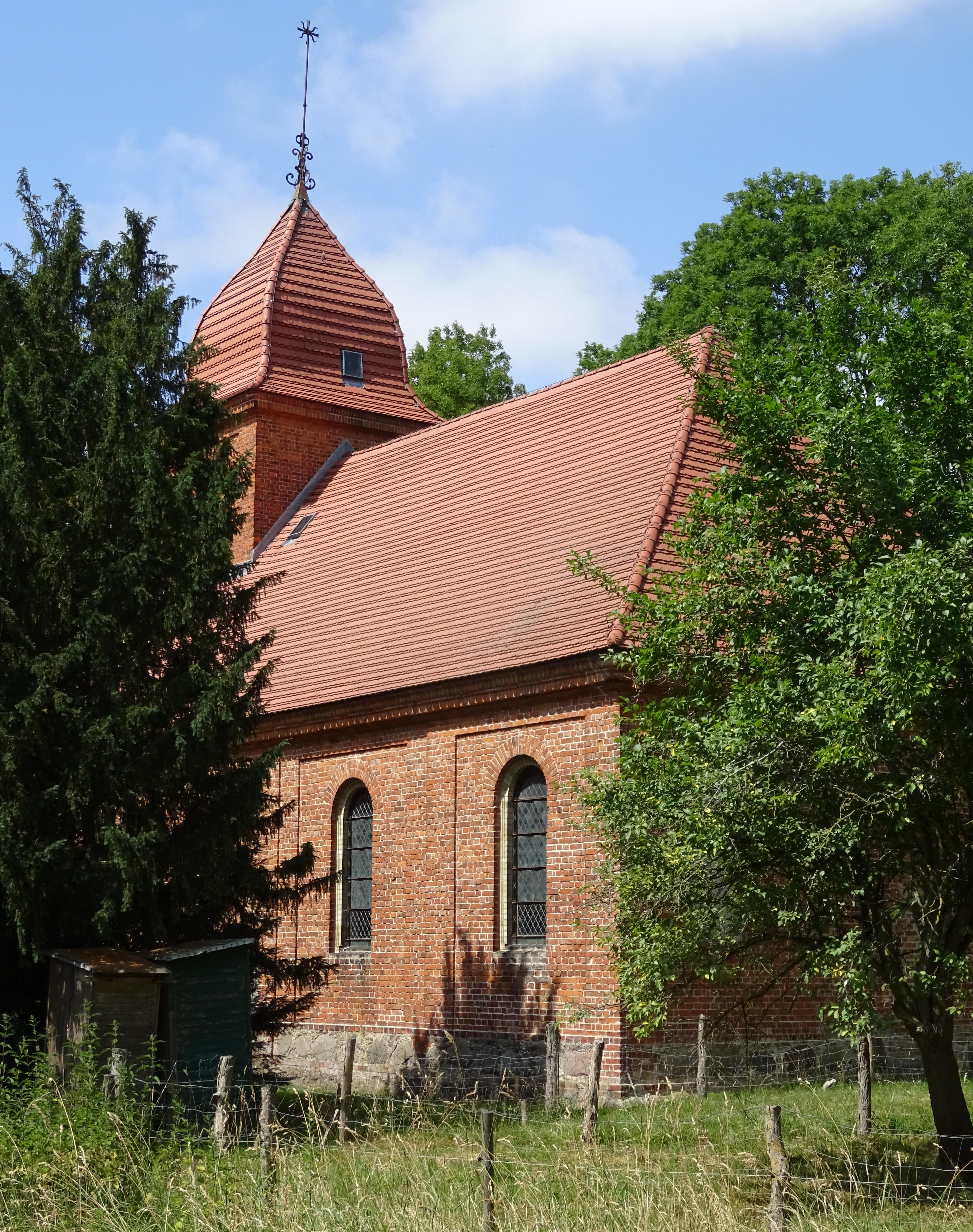
Dorfkirche Borgfeld

Borgfeld ist ein Ortsteil der Gemeinde Kriesow im Landkreis Mecklenburgische Seenplatte in Mecklenburg-Vorpommern. Der Ort liegt südlich des Hauptortes Kriesow. Westlich des Ortes verläuft die Kreisstraße K 60 und erstreckt sich der ca. 0,25 km² große Tüzer See.

## Baudenkmale
In der Liste der Baudenkmale in Kriesow sind für Borgfeld drei Baudenkmale aufgeführt, darunter die im Jahr 1774 errichtete Dorfkirche Borgfeld.